# Строев, Павел Михайлович
Па́вел Миха́йлович Стро́ев (27 июля [7 августа] 1796, Москва — 5 [17] января 1876, там же) — русский историк, археограф и библиограф

, действительный член Петербургской Академии наук.

## Биография
Родился 27 июля (7 августа) 1796 года в семье помещика Михаила Александровича Строева и его жены Варвары Николаевны, урожд. Мельгуновой. Брат литераторов Сергея и Владимира Строевых. Отдан родителями на воспитание в пансион эмигранта Виллерса.
В 9-летнем возрасте 31 января 1805 года записан на службу губернским регистратором.
Любовь к истории, проявившаяся в нём с детских лет, окрепла в Московском университете (1813—1816, на словесном отделении) под влиянием лекций А. Ф. Мерзлякова, Каченовского и особенно Тимковского. Уже в 1813 году Строев написал «Краткую российскую историю для начинающих» — для своего времени весьма удовлетворительный учебник, продержавшийся в обращении до 1830-х годов. В 1815 году (март—июль) Строев издавал журнал «Современный наблюдатель российской словесности», специально критический по содержанию (к «Россияде» Хераскова 19-летний критик отнёсся беспощадно, разоблачив грубые ошибки по истории и художественные недостатки поэмы).
Статьи Строева в «Сыне Отечества» 1814 и 1815 гг. (главным образом о необходимости составления правильных родословных владетельных русских князей, с указанием на все трудности подобной работы) обратили на себя внимание канцлера графа Н. П. Румянцева, и в 1816 году Строев, не кончив курса, поступил на службу в архив министерства иностранных дел, где принимал участие в издании «Собрания государственных грамот и договоров».
1816—1826 годы — время деятельности Строева в так называемом кружке графа Румянцева. Объезды, совместно с К. Ф. Калайдовичем, подмосковных монастырей для отыскания древних рукописей (1817—1820) обогатили науку ценными документами. Так открыты были Изборник Святослава (1073), Судебник великого князя Иоанна III, похвала кагану Владимиру, сочинения Кирилла Туровского, определения московского собора 1503 года и многое другое. Учёные труды и издания Строева за это время: «Подробное описание славяно-российских рукописей, хранящихся в библиотеке Волоколамского монастыря» — первое по времени учёное описание рукописей в русской литературе; «Законы великого князя Иоанна Васильевича и внука его царя Иоанна Васильевича» (1819); «Софийский Временник» (1820—1822), в предисловии к которому впервые высказана ценная в развитии русской исторической науки мысль о том, что летописи суть сборники, а не цельные произведения одного пера; «Описание рукописей графа Ф. А. Толстого» (1825); «Описание старопечатных книг графа Ф. А. Толстого» (1829). Как член Московского общества истории и древностей российских (с 1823), Строев, в статье «О византийском источнике Нестора» впервые указал на неизвестного дотоле Георгия Амартола.
Поиски в монастырских архивах убедили Строева в обилии исторических документов, сокрытых от света и легко могущих погибнуть от невежества хранителей. В 1823 году он пропагандирует мысль о необходимости снаряжения археографической экспедиции и составляет обстоятельную программу систематического собирания, описания и издания рукописных памятников старины. Мысль Строева осуществилась 5 лет спустя: археографическая экспедиция (со Строевым во главе), организованная Академией Наук, осмотрела (1828—1834) до 200 библиотек и архивов в монастырях, губернских правлениях и казённых палатах 14 губерний северной и средней полосы Европейской России. Поиски дали богатейший материал: до 3000 историко-юридических актов за 1340—1700 годы, множество летописей, житий, поучений и пр. Весь материал был сгруппирован в 2 отдела: 1) собрание древних грамот судных дел и вообще актов историко-правового характера; 2) каталоги по рукописям и старопечатным книгам, с выписками из рукописей и критической оценкой этих последних. Первый отдел был положен в основу изданий учреждённой с этой целью археографической комиссии, от работы в которой Строев был, однако, устранён, а дело передано Бередникову, его помощнику по экспедиции. Вторая категория собранного материала послужила Строеву для составления библиологического словаря или указателя сочинений и переводов, известных в литературе нашей в XVIII веке — кропотливый труд, вышедший в свет уже по смерти Строева.
Позже Строев выпустил ряд очень полезных изданий, требовавших громадного напряжения и усидчивости. Таковы: «Ключ к истории Государства Российского Н. М. Карамзина» (1836); «Описание старопечатных книг И. Царского» (1836); «Записки артиллерии майора Данилова» (1842); «Выход царей и великого князя Михаила Феодоровича, Алексея Михайловича и Феодора Алексеевича» (1844), по архивным материалам Оружейной палаты, важный памятник для истории быта; «Библиотека общества истории и древностей российских» (1845), где половина книг состоит в обстоятельном описании рукописей, часто с пересказами содержания или дословными выписками; «Рукописи славяно-российские, принадлежащие И. Царскому» (1848).
27 февраля 1864 года произведён в чин действительного статского советника. Член-корреспондент с 20 декабря 1826, адъюнкт Отделения русского языка и словесности с 19 октября 1841, экстраординарный академик с 6 февраля 1847, ординарный академик Императорской Санкт-Петербургской академии наук с 3 февраля 1849 года.
Строев до конца дней продолжал работать в указанном направлении, составляя списки иерархов русской церкви, указатель к «Дворцовым разрядам», роясь в архивах и пр. Издатель памятников, тщательный описатель рукописей, Строев оказал крупные услуги русской историографии и во многом обусловил её успехи в половине XIX столетия. Огромное количество свежего и ценного материала, внесённого в оборот Строевым, обновило русскую науку и дало историкам возможность с большей полнотой и разносторонностью исследовать наше прошлое. В этом отношении Строев является связующим звеном между капитальнейшими трудами по русской истории, появившимися в XIX столетии — сочинениями Эверса и Карамзина, с одной стороны, и Соловьёва, с другой: точки зрения позднейших историков фундаментом своим имели труды Строева и собранные им документы.
Из его сыновей Пётр (1828—1920) служил почётным мировым судьёй, а Александр (1835—1902) — тайным советником. Старший сын был женат на дочери Семёна Раича.
Умер 5 (17) января 1876 года в Москве; похоронен на Пятницком кладбище.

## Награды
- орден Святой Анны 3-й степени (17 мая 1820)[3],
- орден Святого Владимира 4-й степени (6 февраля 1826)[4],
- орден Святой Анны 2-й степени (29 июня 1832)[5],
- императорская корона к ордену Святой Анны 2-й степени (26 декабря 1834)[5],
- орден Святого Владимира 3-й степени (8 октября 1843)[6],
- знак отличия беспорочной службы за XL лет[7],
- медаль «В память войны 1853—1856»[7].

## Сочинения
- «Ключ к истории Государства Российского Н. М. Карамзина» М.: Тип. С. Селивановского, 1836.
  - Часть 1. Указатель имён личных.
  - Часть 2. Указатель географический; Указатель предметов; Родословные росписи князей владетельных.
- «Списки иерархов и настоятелей монастырей российския церкви» (с Алфавитным указателем монастырей, сост. М. Семевским). Санкт-Петербург. Археографическая комиссия, 1877 год.
- «Выходы государей царей и великих князей Михаила Феодоровича, Алексия Михаиловича, Феодора Алексиевича, всея Русии самодержцев : (С 1632 по 1682 г.).» — Москва : тип. А. Семёна, 1844.
- «Описание рукописей монастырей Волоколамского, Новый Иерусалим, Саввина-Сторожевского и Пафнутиева-Боровского» / Павел Строев; Сообщ. архим. Леонид; С предисл. и указ. Николая Барсукова.